# Kraiger Schlösser

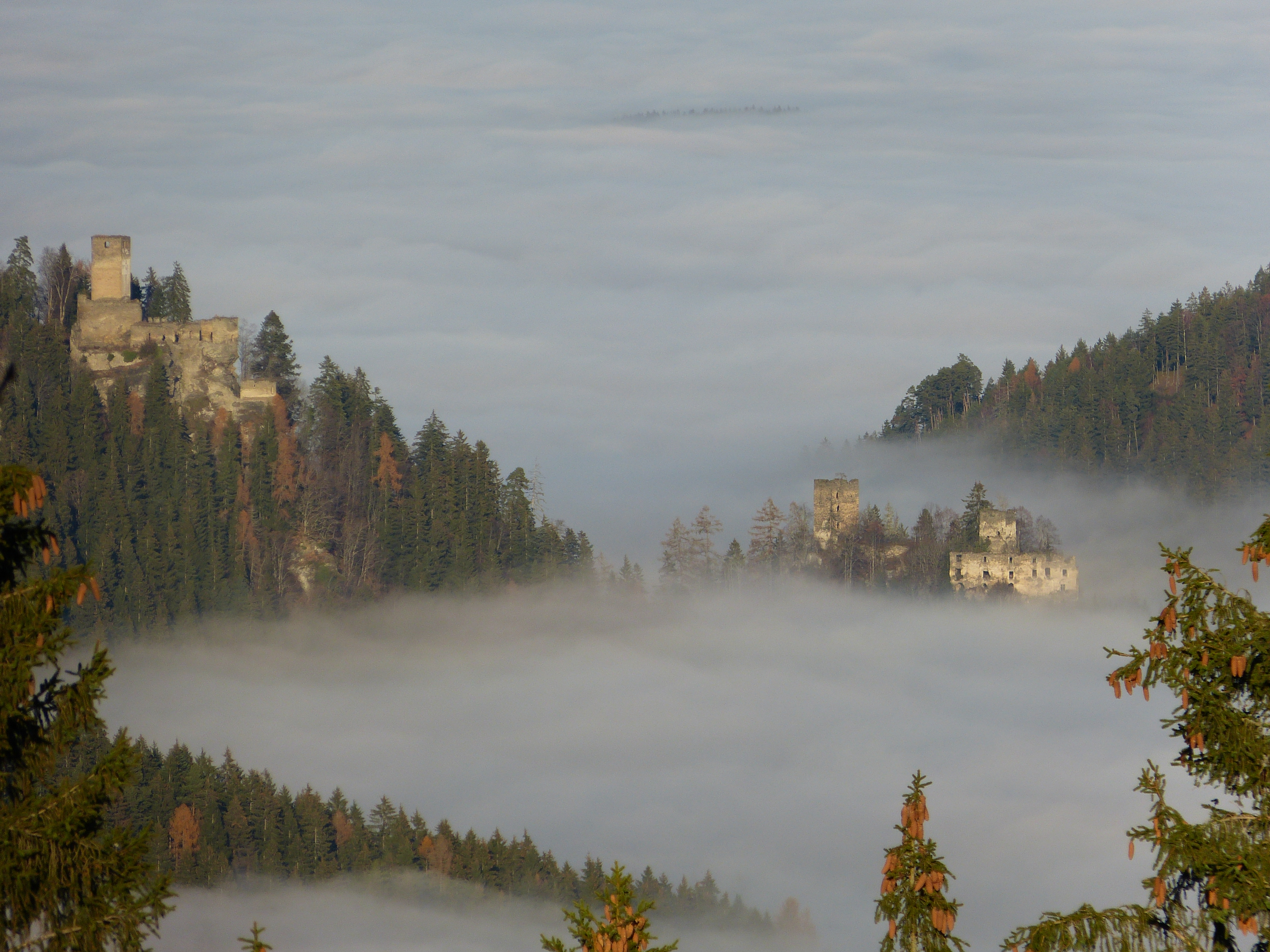
Ruinen Hochkraig und Niederkraig (2015)

Als Kraiger Schlösser werden die Ruinen von Hochkraig und Niederkraig (Neukraig) im Gemeindegebiet von Frauenstein in Kärnten bezeichnet. Die ältesten Teile der Anlage stammen aus dem frühen 12. Jahrhundert. Die heute denkmalgeschützten Bauwerke sind seit dem 17. bzw. 18. Jahrhundert nicht mehr bewohnt.

## Lage
Die Kraiger Schlösser sind Teil einer Burgenkette, die die alte Herzogstadt St. Veit umgab. Die Ruinen liegen nördlich der Stadt, fernab des heutigen Straßennetzes am Südhang des Kraiger Bergs oberhalb der kleinen Siedlung Grassen zwischen dem Schloss Frauenstein und der Ortschaft Kraig.

## Geschichte

### Besitzergeschichte
Die älteste urkundliche Erwähnung der Herren von Kraig (Kreig, Kreigh) stammt aus dem Jahr 1091, als ein Dietricus de Kriwig genannt wurde, der als Stammvater des Geschlechts gilt. Die Kraiger waren Lehensträger des Kärntner Herzogs und gehören zu den ältesten und bedeutendsten Ministerialengeschlechtern des Landes. Von 1249 stellten sie Truchsesse des Landesherren, im ausgehenden 14. (Konrad I. von Kraig ab 1385) sowie im 15. Jahrhundert Landeshauptleute von Kärnten. 1466 wurden die Herren von Kraig in den Freiherrenstand erhoben.

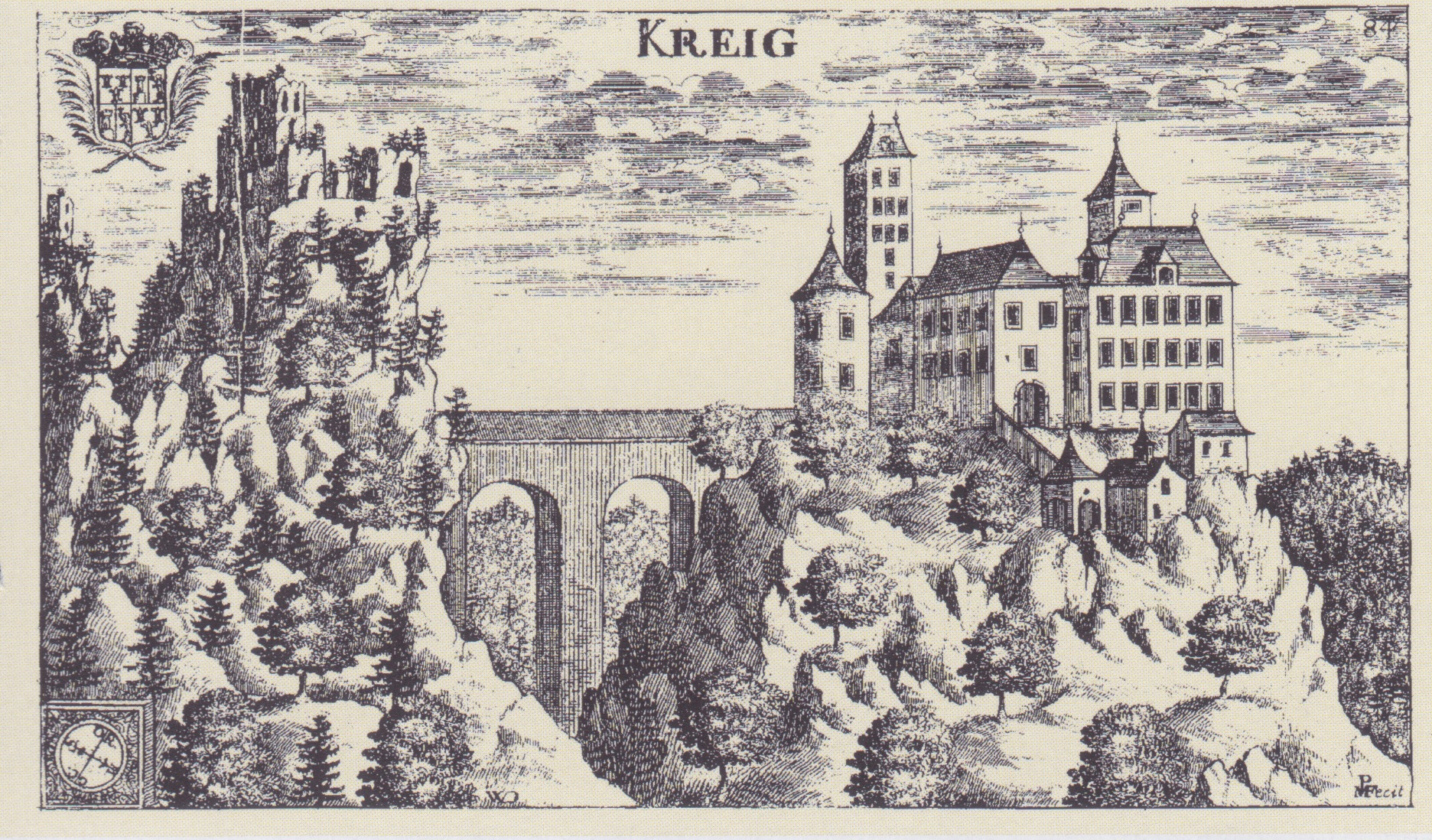
Die Kraiger Schlösser in einer Darstellung von Valvasor (um 1680)

1564 starb mit Konrad von Kraig der Kärntner Zweig der Familie – lange zuvor war ein Teil der Familie nach Böhmen ausgewandert – im Mannesstamm aus. Die Burgen gelangten durch Heirat von Barbara, der Schwester des letzten Kraigers, an Johann Graf von Hardegg. Deren Tochter Elisabeth heiratete in zweiter Ehe Georg Graf von Nogaroll, der um 1566 die beiden übrigen Erben auszahlte, und nach dem Tod seiner Frau Alleininhaber der Herrschaft wurde. 1570 verkaufte Erzherzog Karl als Lehensherr die Kraiger Herrschaft an Georg von Khevenhüller, der den Grafen Nogaroll als Lehensnehmer beließ. Nachdem die protestantischen Khevenhüller im Zuge der Gegenreformation gezwungen waren, ihre Kärntner Güter aufzugeben und 1628 auszuwandern, verkaufte Paul Khevenhüller den Besitz an den Freiherren Ludwig Grotta von Grottenegg. In den folgenden Jahrzehnten wechselte der Besitz zwischen mehreren Familien, seit 1822 gehört das Anwesen mit den umliegenden Wäldern der Familie Goëss.
Hochkraig wurde schon ab Mitte des 17. Jahrhunderts nicht mehr bewohnt, in Niederkraig wohnten noch bis zum Ende des 18. Jahrhunderts Bedienstete der Besitzerfamilien. Seither befinden sich die beiden Schlösser im Verfall. Die Ruinen stehen heute unter Denkmalschutz und sind aus Sicherheitsgründen nicht begehbar. Die Gebäude und die sie umgebenden Wälder sind als Kärntner Landschaftsschutzgebiet Kraiger Schlösser (LSG.046) ausgewiesen.

### Hakenkreuz am Turm von Hochkraig

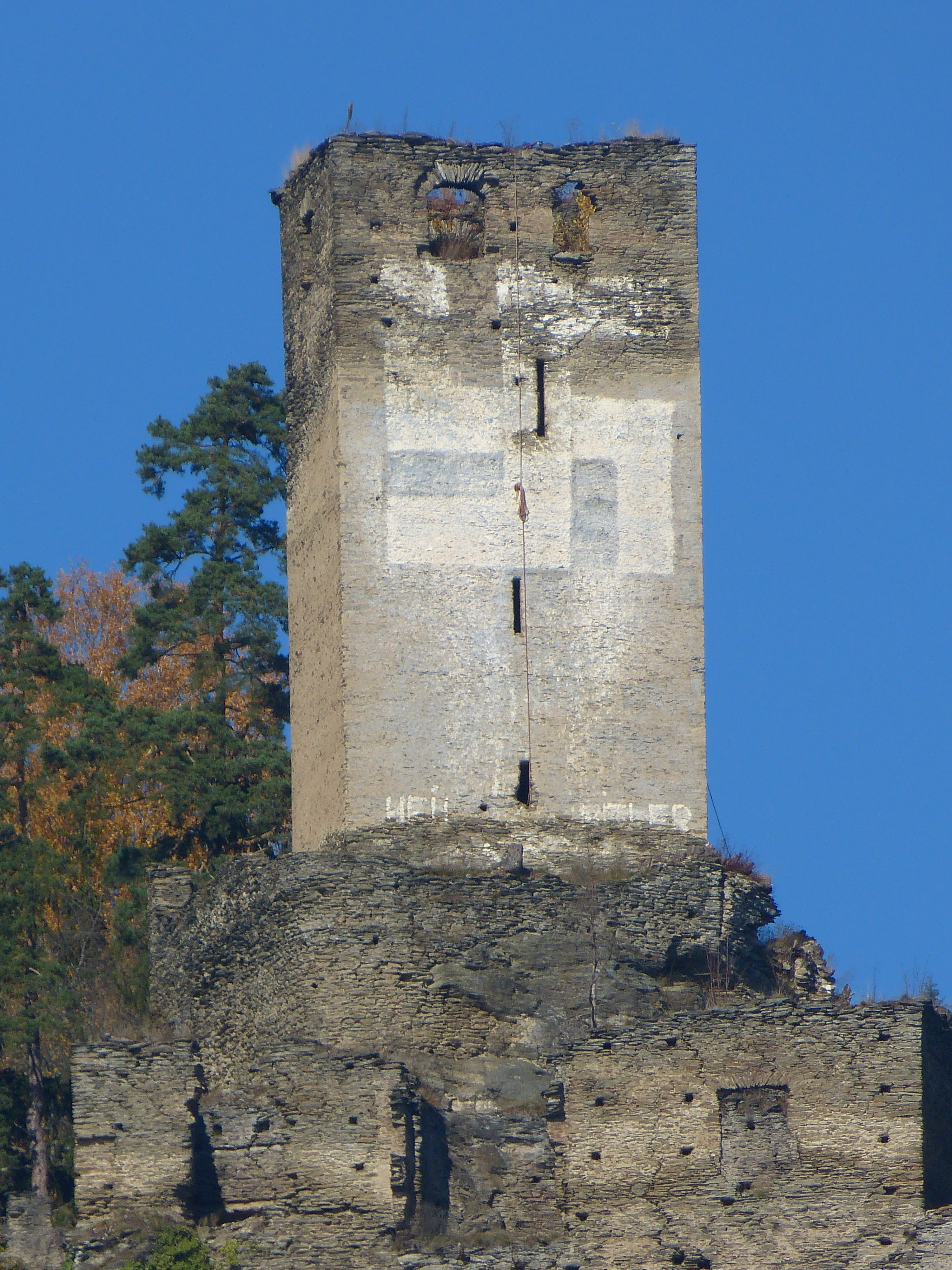
Bergfried Hochkraig mit Hakenkreuz und „Heil Hitler“-Aufschrift

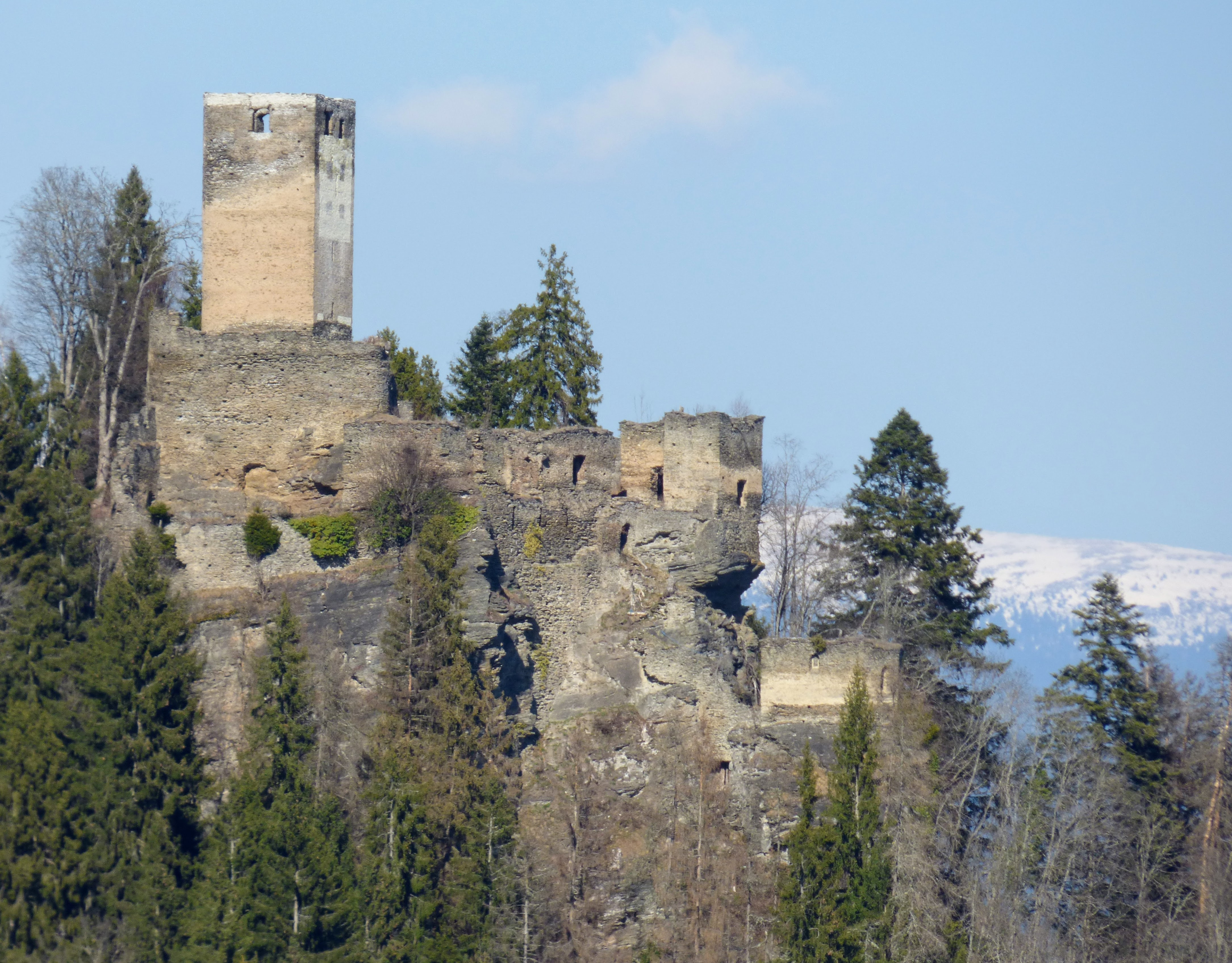
Unkenntlich gemachtes Hakenkreuz (2020)

1934, im Jahr des gescheiterten Umsturzversuches österreichischer Nationalsozialisten (Juliputsch), wurde in das äußere Mauerwerk des Bergfrieds von Hochkraig ein 8 × 8 Meter großes Hakenkreuz eingearbeitet, das seit Anfang der 1920er-Jahre das Zeichen der NSDAP war. Nach dem Zweiten Weltkrieg auf Initiative des Eigentümers großflächig übermalt, geriet es über Jahrzehnte weitgehend in Vergessenheit, bis 2011 im Zuge von Sanierungsmaßnahmen an der Ruine Bäume gefällt wurden und das Hakenkreuz, dessen Übermalung nicht überdauert hatte, wieder weithin sichtbar wurde. Ein paar Meter darunter waren auch noch Teile einer Aufschrift „Heil Hitler“ erkennbar. Gemäß Abzeichengesetz, das die Zurschaustellung der Zeichen und Symbole verbotener Organisationen, insbesondere nationalsozialistischer, verbietet, wäre es zu entfernen gewesen oder unkenntlich zu machen. Laut Aussagen des Eigentümers und des Pächters war das aber wegen der Gefahr des Einsturzes nicht oder nur unter Gefahr für die Ausführenden und das Bauwerk möglich. Das Bundesdenkmalamt teilte diese Befürchtungen und schlug alternativ vor, die Geschichte des Hakenkreuzes im Rahmen eines Kunstprojekts zu thematisieren und eine erklärende Tafel aufzustellen, wogegen sich der Besitzer aussprach, der dort keine „Pilger […] weder mit rechtem, noch mit linkem Gedankengut“ mochte. Den Zugang zur Ruine habe er wegen der Baufälligkeit ohnehin gesperrt. Nachdem über mehrere Jahre nichts unternommen worden war, schlug der Kärntner Landeskonservator Gorazd Živkovič 2014 vor, im Tal in der Sichtachse des Turms ein Mahnmal zu errichten. Von Seiten des Mauthausen Komitees Österreich wurde 2014 gefordert, das Hakenkreuz endlich zu entfernen.
2017 hat Landeskonservator Gorazd Živkovič für ein Projekt, bei dem der Turm mit einem Gerüst gesichert und die Grafik entfernt werden sollte, 60.000 Euro von Bund und Land aufgetrieben. Burgherr Peter Goess lehnte es ab, 5.000 Euro dazu beizutragen, und verwies auf die Idee eines Unternehmens, die Reinigung per Sandstrahler mithilfe eines Ballons durchzuführen. Dies sei kostengünstiger, weil dann kein Gerüst notwendig wäre.
Nach einer Einigung zwischen dem Land Kärnten und dem Besitzer, dass sich Land und Bund die Kosten teilen, wurde das Hakenkreuz 2019 umgestaltet und der Schriftzug „Heil Hitler“ überstrichen.

## Baubeschreibung

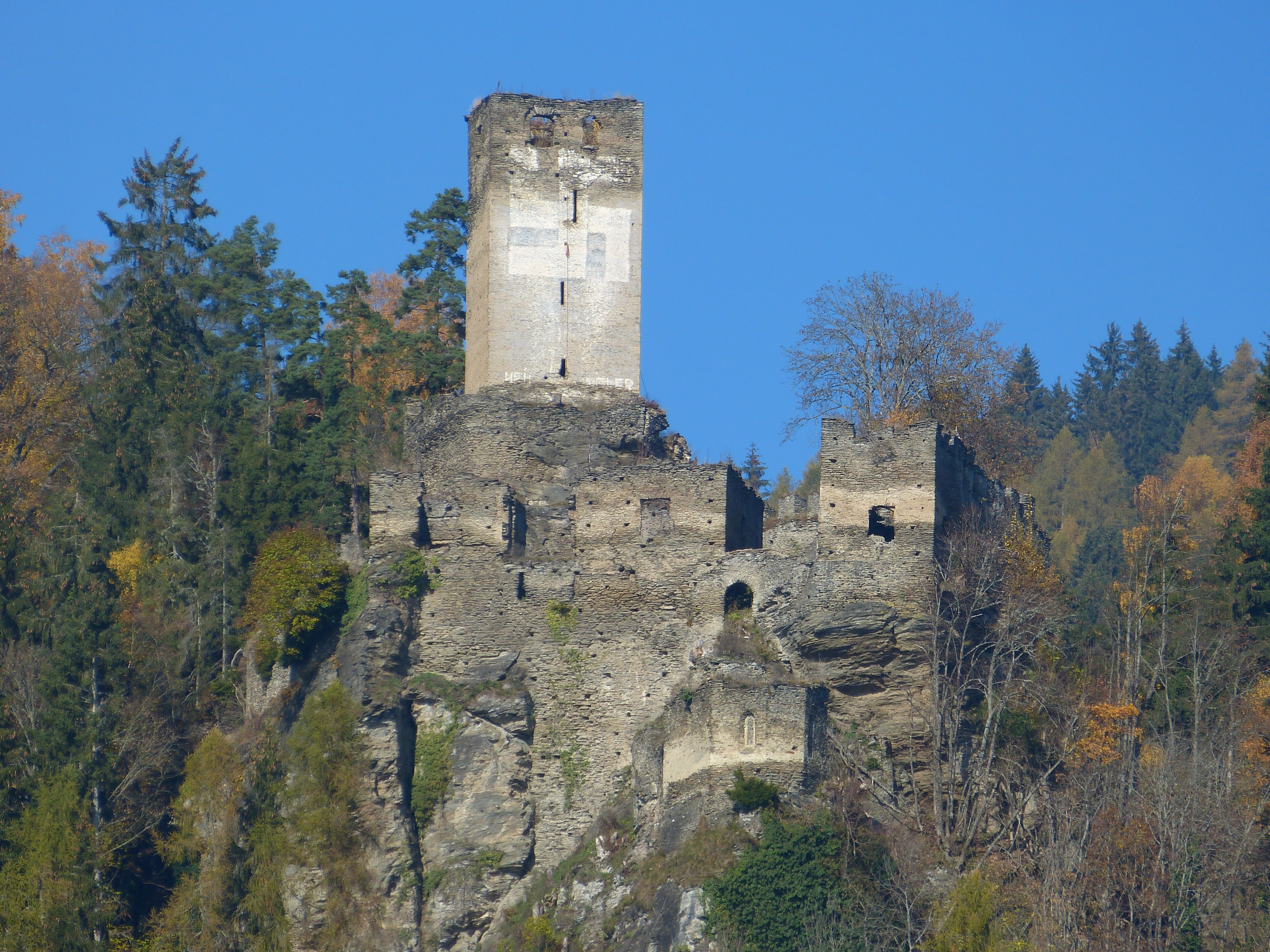
Ruine Hochkraig

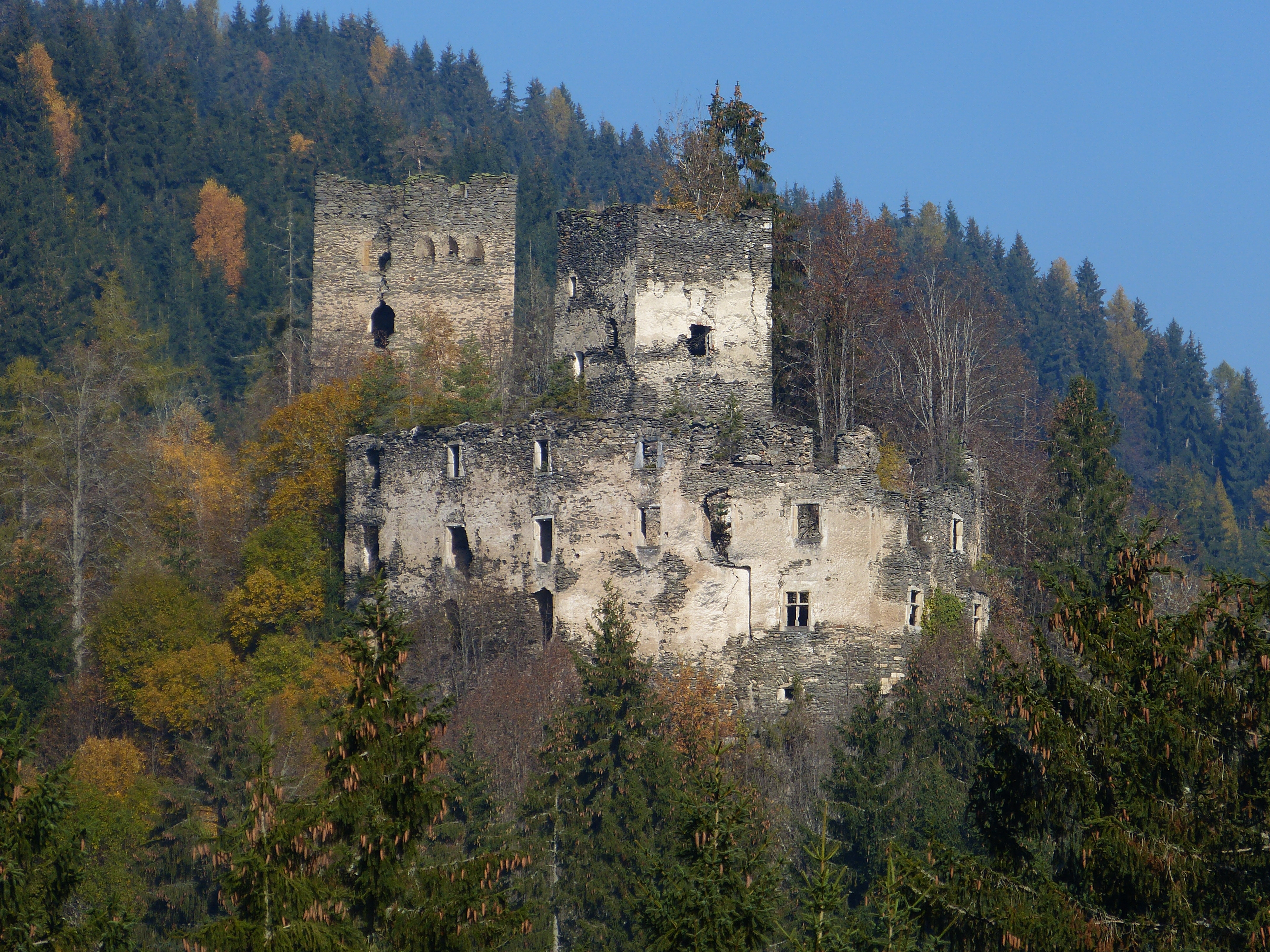
Ruine Niederkraig

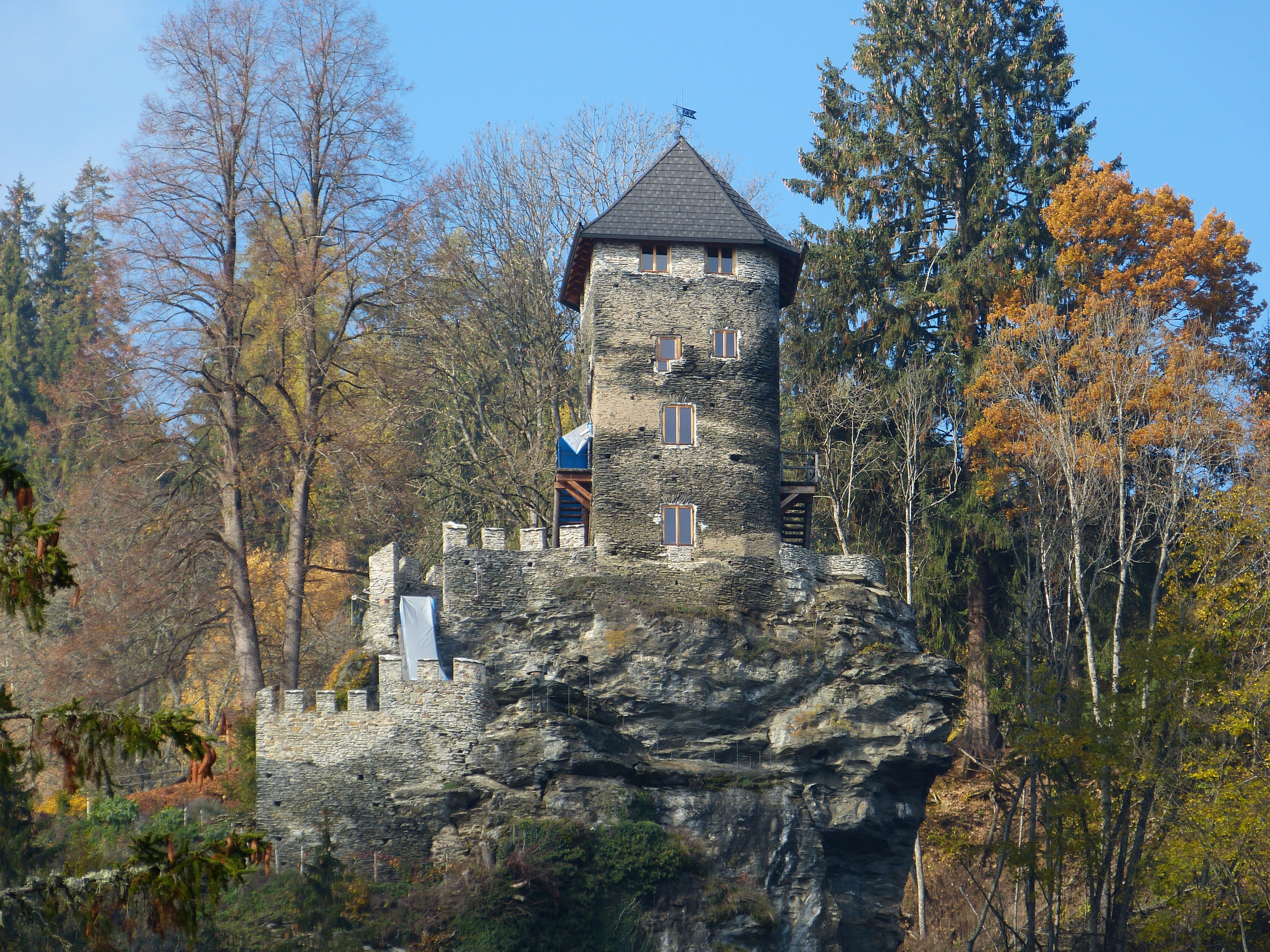
Turmburg

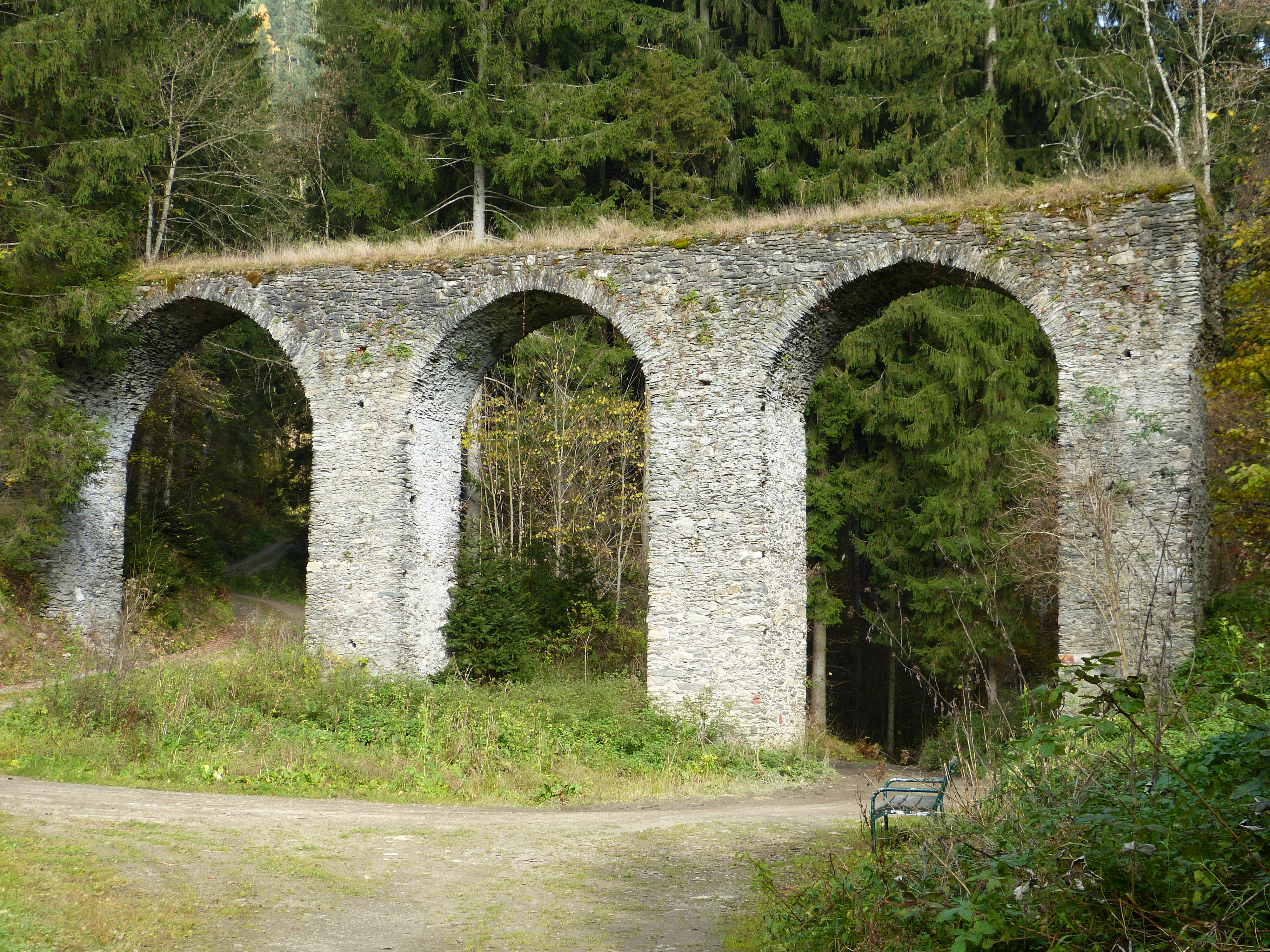
Aquädukt im Tal zwischen den Kraiger Schlössern

Wahrscheinlich sind das kleinere Hochkraig und das ausgedehnte Niederkraig nahezu gleichzeitig um die Wende vom 12. zum 13. Jahrhundert entstanden.
Hochkraig wurde auf einem schroffen Felsen errichtet, der fast 100 Meter über der Talsohle emporragt. Der Zugang erfolgte über die Nordwestseite, wo sich ein flaches Vorgelände befindet, von dem die Burg durch einen etwa zehn Meter breiten Halsgraben getrennt ist. Durch einen schmalen Felseinschnitt führt ein steiler Pfad um die Ostseite der Wehrmauer bis zum Burgtor an der Nordseite; die Anlage ist heute nurmehr schwer zugänglich. Von der Burg sind noch große Teile des starkwandigen, romanischen Bergfrieds mit auffallend abgerundeten Ecken erhalten, der in nur ein bis zwei Meter Abstand von einer sechs Meter hohen und mit einem Wehrgang versehenen Bruchsteinmauer umgeben war. Hochkraig war wohl zunächst lediglich als Vorwerk von Niederkraig konzipiert, erst im 14. Jahrhundert wurde durch den Bau eines Palas Wohnraum geschaffen. Aus dessen Erbauungszeit stammt auch die tiefer gelegene Kapelle. Von der Zwingmauer, gotischen Wohn- und Wirtschaftsbauten sowie der gotischen Burgkapelle sind noch Reste erhalten. Etwa 200 Meter nördlich von Hochkraig befindet sich als Vorwerk auf einer Felsnadel eine Turmburg, welche bereits vor den beiden Burganlagen im 11. Jahrhundert errichtet worden ist und die auch als Fallturm (Gefängnisturm) gedient haben soll.
Die Hauptburg Niederkraig, die deutlich besser erhalten ist als Hochkraig, umfasst eine wesentlich ausgedehntere Gruppe von Gebäuden, die großteils aus dem späten 14. Jahrhundert stammen. Der nördliche der beiden quadratischen Bergfriede von Niederkraig besitzt Signalzwecken dienende trichterförmige Schlitze. Um den südlichen, fünfgeschoßigen Bergfried, der vermutlich gemeinsam mit Hochkraig errichtet wurde, gruppieren sich gotische Zubauten des 14. und 15. Jahrhunderts. Vom ursprünglich dreigeschoßigen Palas aus dem 16. Jahrhundert sind nur noch wenige Mauerreste erhalten. Die aus weißem Marmor gefertigten Renaissance-Fenstergewände deuten auf eine aufwändige Gestaltung hin.
Ein südlich dieser Anlage auf einem vorgeschobenen Felsen stehender Rundturm wurde 1730 als Kapelle eingerichtet, die dem Heiligen Johannes Nepomuk geweiht ist. Sie war der Pfarrkirche von Kraig als Filialkirche angegliedert und diente noch lange, nachdem die beiden Burgen dem Verfall preisgegeben waren, als Wallfahrtskapelle. An bzw. in ihr befinden sich zahlreiche römerzeitliche Spolien und Reliefs. Der aus dem 17. Jahrhundert stammende Altar ist mit Ranken und Schnitzfiguren des 18. Jahrhunderts verziert.
Eine Besonderheit der Gesamtanlage ist das 40 Meter lange und zehn Meter hohe Rundbogen-Aquädukt, das Hoch- und Niederkraig verbindet. Es wurde im 15. oder 16. Jahrhundert errichtet. Seine vier Bögen überbrücken das enge Tal, durch das ehemals die Römerstraße verlief.